# Tiger-klass (robotbåt)
Tiger-klass eller Typ 148-klass är en klass robotbåtar tillverkade för Bundesmarine under 1970-talet. Det var en interimslösning för att ersätta torpedbåtarna i Jaguar-klassen eftersom utvecklingen av den större och snabbare Albatros-klassen ännu inte var färdig. Fartygsklassen är baserad på CMN:s koncept La Combattante och kallas därför ibland även för La Combattante IIa-klass. De flesta fartygen i klassen är också byggda på CMN:s varv i Cherbourg, men åtta av skroven är byggda av Lürssen och färdigställda av CMN. Fartygen togs i tjänst i mitten av 1970-talet och tilldelades 3. Schnellbootgeschwader i Flensburg (P6141–P6150) och 5. Schnellbootgeschwader i Olpenitz (P6151–P6160). Fartygen började säljas av till andra flottor under 1990-talet och de sista såldes eller skrotades 2003.

## Fartyg i klassen
| Namn    | Bognummer | Bognummer | Varv    | Kölsträckt        | Sjösatt           | Tagen i tjänst    | Avrustad          | Öde                                                                        |
| Namn    | NATO      | Tysk.     | Varv    | Kölsträckt        | Sjösatt           | Tagen i tjänst    | Avrustad          | Öde                                                                        |
| ------- | --------- | --------- | ------- | ----------------- | ----------------- | ----------------- | ----------------- | -------------------------------------------------------------------------- |
| Tiger   | P6141     | S41       | CMN     | 11 oktober 1971   | 27 september 1972 | 30 oktober 1972   | 24 september 1998 | Såld till Chiles flotta där hon fick namnet Teniente Uribe. Avrustad 2014. |
| Iltis   | P6142     | S42       | CMN     | 2 februari 1972   | 12 december 1972  | 8 januari 1973    | 15 oktober 1992   | Såld till Grekland som Ypoploiarchos Votsis.                               |
| Luchs   | P6143     | S43       | CMN     | 23 mars 1972      | 7 mars 1973       | 9 april 1973      | 27 augusti 1998   | Såld till Chile och skrotad för reservdelar.                               |
| Marder  | P6144     | S44       | CMN     | 15 april 1972     | 5 maj 1973        | 14 juli 1973      | 25 maj 1994       | Såld till Grekland som Plotarchis Vlachavas. Avrustad 2011.                |
| Leopard | P6145     | S45       | CMN     | 12 september 1972 | 3 juli 1973       | 21 augusti 1973   | 28 september 2000 | Såld till Grekland som Ypoploiarchos Tournas. Avrustad 2011.               |
| Fuchs   | P6146     | S46       | Lürssen | 10 mars 1972      | 21 maj 1973       | 17 oktober 1973   | 19 december 2002  | Såld till Egypten.                                                         |
| Jaguar  | P6147     | S47       | CMN     | 29 november 1972  | 20 september 1973 | 13 november 1973  | 28 september 2000 | Såld till Grekland som Plotarchis Sakipis. Avrustad 2011.                  |
| Löwe    | P6148     | S48       | Lürssen | 10 juli 1972      | 10 september 1973 | 9 januari 1974    | 19 december 2002  | Såld till Egypten.                                                         |
| Wolf    | P6149     | S49       | CMN     | —                 | —                 | 4 mars 1975       | 27 augusti 1997   | Såld till Chile som Guardiamarina Riquelme. Avrustad 2004.                 |
| Panther | P6150     | S50       | Lürssen | 30 september 1972 | 10 december 1973  | 27 mars 1974      | 29 september 2002 | Skrotad 2003.                                                              |
| Häher   | P6151     | S51       | CMN     | —                 | —                 | 12 juni 1974      | 23 juni 1994      | Såld till Grekland som Plotarchis Maridakis.                               |
| Storch  | P6152     | S52       | Lürssen | 12 mars 1973      | 25 mars 1974      | 17 juli 1974      | 12 november 1992  | Såld till Grekland som Antiploiarchos Pezopoulos.                          |
| Pelikan | P6153     | S53       | CMN     | 11 september 1973 | 4 juli 1974       | 24 september 1974 | 25 juni 1998      | Såld till Chile och skrotad för reservdelar.                               |
| Elster  | P6154     | S54       | Lürssen | —                 | —                 | 27 november 1974  | 27 augusti 1997   | Såld till Chile som Teniente Orella. Avrustad 2014.                        |
| Alk     | P6155     | S55       | CMN     | 9 april 1974      | 15 november 1974  | 7 januari 1975    | 13 maj 2002       | Såld till Egypten.                                                         |
| Dommel  | P6156     | S56       | Lürssen | 13 december 1973  | 30 oktober 1974   | 12 februari 1975  | 19 december 2002  | Såld till Egypten.                                                         |
| Weihe   | P6157     | S57       | CMN     | 2 juli 1974       | 13 februari 1975  | 3 april 1975      | 19 december 2002  | Såld till Egypten.                                                         |
| Pinguin | P6158     | S58       | Lürssen | 11 mars 1974      | 26 februari 1975  | 22 maj 1975       | 28 juni 2002      | Skrotad 2003.                                                              |
| Reiher  | P6159     | S59       | CMN     | 8 november 1974   | 15 maj 1975       | 24 juni 1975      | 27 september 2002 | Skrotad 2003.                                                              |
| Kranich | P6160     | S60       | Lürssen | 9 maj 1974        | 26 maj 1975       | 6 augusti 1975    | 24 september 1998 | Såld till Chile som Teniente Serrano. Avrustad 2014.                       |